# A Királyi Tüzérség első világháborús emlékműve
A Királyi Tüzérség első világháborús emlékműve (Royal Artillery Memorial) Londonban, a Hyde Park szélén, közel a Wellington-diadalívhez áll. Annak a 49 076 brit tüzérnek állít emléket, aki 1914 és 1918 között vesztette életét. Az alkotást 1925. október 18-án leplezték le.

## Tervezés
A brit tüzérek emlékművét a háborús megemlékezési alap (War Commemoration Fund) finanszírozta, amely 1918-ban alakult, és 1920-ban választotta ki a leendő építmény helyszínét, a Hyde Park Cornert. A testületnek felajánlotta tervezői szolgálatait Adrian Jones, aki a közeli Wellington-emlékművet készítette. Az alap számos szobrászt felkért, köztük Herbert Bakert, Derwent Woodot és Edwin Lutyenst, de terveikkel elégedetlen volt, mivel realisztikus alkotást várt, rajta „létező dologgal”, egy ágyúval, hogy a tüzérek valóban magukénak érezhessék azt.
1921-ben végül felkérték Charles Sargeant Jagger szobrászt, aki maga is megsebesült a Gallipoliért folyó harcokban. Ő Lionel Pearsont, a Adams, Holden & Pearson tervezőiroda építészét vette maga mellé. A szerződést 1922-ben írták alá.
Jagger egy 9,2 hüvelykes Betlehem Steel tarackot választott mintául. Ez volt az egyetlen löveg, amelyet megfelelőnek talált a feladatra, ugyanis volt gyalogosként különösen tisztelte a nagy kaliberű ágyúkat rettenetes erejükért. A terv egy fehér portlandi kőből emelt talapzatot vázolt fel, amelynek a tetején kapott helyett az ugyanebből az anyagból faragott löveg. Az emlékmű három oldalára egy-egy bronz katonaszobrot tervezett.
Mivel az emlékmű jelentősen eltért a kortárs háborús alkotások többségét jellemző szimbolikus és idealizáló megközelítéstől, ellentmondásos volt az elképzelés fogadtatása. Többen kifogásolták, hogy a tarack kőből lesz a sokkal realisztikusabb látványt nyújtó bronz helyett. Jagger ezt azzal utasította vissza, hogy nem akar semmilyen sötét tárgyat az ég aljára, a látóhatárra emelni.

## Az emlékmű
A talapzat oldalain háborús eseményeket felelevenítő vésetek láthatók. Az emlékmű három oldalára álló bronztüzért helyezett az alkotó. A hosszanti oldal első részén egy katona áll felszerelésével, keleten egy lőszert szállító tüzér, nyugaton pedig a löveget húzó állatokat vezető alak látható. Jagger úgy vélte, ez elég lesz ahhoz, hogy felidézze a háború borzalmait, de az építés alatt, saját költségén, a negyedik oldalra készített egy fekvő, csatában elesett katonát ábrázoló szobrot is. A halott katonát tartó talapzatra egy William Shakespeare-idézet kerültː Here was a royal fellowship of death (Ez a halál királyi társaságaǃ).
A szobrok magassága 2,75 méter, míg a teljes emlékmű magassága 13,5 méter, szélessége 5,7 méter. A szobrokat Stanley Hallam Rothwellről, egy bányászból lett testépítőről mintázta Charles Sargeant Jagger. Az  alkotást 1925. október 18-án leplezték le. Az emlékművet az év legjobbjának választotta, Jaggert pedig aranyéremmel tüntette ki a brit szobrászok királyi társasága.
A második világháború után három bronztáblát (Darcy Braddell alkotásait) rögzítettek az emlékmű déli oldalára, amely annak a 29 924 brit tüzérnek állít emléket, aki 1939 és 1945 között hősi halált halt. A táblákat 1949. május 29-én Erzsébet hercegnő, a későbbi II. Erzsébet brit királynő avatta fel. Az emlékművet 2014-ben felújították.